# Seki Matsunaga
Seki Matsunaga (松永 碩, Matsunaga Seki, Shizuoka, 25 juni 1928 – Tokio, 4 maart 2013) was een Japans voetballer die als aanvaller speelde.

## Japans voetbalelftal
Seki Matsunaga maakte op 9 maart 1951 zijn debuut in het Japans voetbalelftal tijdens een Aziatische Spelen 1951 tegen Afghanistan. Seki Matsunaga debuteerde in 1951 in het Japans nationaal elftal en speelde 1 interland.

## Statistieken
| Japans voetbalelftal | Japans voetbalelftal | Japans voetbalelftal |
| Jaar                 | Wed.                 | Dlp.                 |
| -------------------- | -------------------- | -------------------- |
| 1951                 | 1                    | 0                    |
| Totaal               | 1                    | 0                    |